# Вудлон-Парк (Оклахома)
Вудлон-Парк (англ. Woodlawn Park) — місто (англ. town) в США, в окрузі Оклахома штату Оклахома. Населення — 160 осіб (2020).

## Географія
Вудлон-Парк розташований за координатами 35°30′35″ пн. ш. 97°39′0″ зх. д. / 35.50972° пн. ш. 97.65000° зх. д. (35.509629, -97.649868).  За даними Бюро перепису населення США в 2010 році місто мало площу 0,32 км², уся площа — суходіл.

## Демографія
Згідно з переписом 2010 року, у місті мешкали 153 особи в 74 домогосподарствах у складі 51 родини. Густота населення становила 477 осіб/км².  Було 77 помешкань (240/км²).
Расовий склад населення:
| - 92,8 % — білих - 2,6 % — чорних або афроамериканців |

До двох чи більше рас належало 4,6 %. Частка іспаномовних становила 3,3 % від усіх жителів.
За віковим діапазоном населення розподілялося таким чином: 9,8 % — особи молодші 18 років, 56,2 % — особи у віці 18—64 років, 34,0 % — особи у віці 65 років та старші. Медіана віку мешканця становила 57,1 року. На 100 осіб жіночої статі у місті припадало 77,9 чоловіків;  на 100 жінок у віці від 18 років та старших — 86,5 чоловіків також старших 18 років.
Середній дохід на одне домашнє господарство  становив 84 980 доларів США (медіана — 80 625), а середній дохід на одну сім'ю — 103 173 долари (медіана — 86 875). 
Цивільне працевлаштоване населення становило 77 осіб. Основні галузі зайнятості: освіта, охорона здоров'я та соціальна допомога — 29,9 %, публічна адміністрація — 13,0 %, будівництво — 9,1 %, фінанси, страхування та нерухомість — 7,8 %.